# Cáliz de loto
El Cáliz de loto o cáliz de alabastro, llamado Copa de los deseos por Howard Carter, procede de la tumba del faraón egipcio Tutankamón, de la XVIII Dinastía. El objeto recibió el número de hallazgo 014 y estuvo expuesto en el Museo Egipcio de El Cairo, con los números de inventario JE 67465 y GEM 36.Posteriormente, fue trasladado al nuevo Gran Museo Egipcio.

## Descubrimiento
La tumba del joven rey (KV62) fue descubierta casi intacta en el Valle de los Reyes en el oeste de Tebas por Howard Carter el 4 de noviembre de 1922. El Cáliz de loto fue uno de los primeros objetos que Carter y sus excavadores encontraron al entrar en la tumba; el recipiente estaba en el suelo inmediatamente dentro de la antecámara. Ésta no era su posición original y debió quedar allí olvidado por los saqueadores al abandonar la tumba. 

## Material y significado

Heh arrodillado sobre el símbolo neb con los símbolos del infinito: anillo shen, renacuajos y rama de palma.

El Cáliz de loto está tallado en una sola pieza de alabastro. La copa toma la forma de un loto blanco en plena floración, identificado por sus pétalos redondeados. Los soportes laterales a modo de asas tienen forma de flores de loto azules coronadas con capullos con el dios Heh sentado sobre una cesta (el símbolo neb) en las puntas de los pétalos. En cada mano, Heh sostiene la rama de una palma con muescas para contar los años; cada palma descansa sobre el lomo de un renacuajo sentado sobre un anillo shen. En el extremo superior de cada rama de palma hay un símbolo ankh, el signo de la vida. Esta es una representación típica del dios del "millón de años", el dios del infinito y la eternidad: el raquis de la palma es el jeroglífico del año, mientras que el renacuajo representa 100 000 y el anillo shen simboliza la eternidad. Una imagen del dios arrodillado era el jeroglífico del número "un millón". El mismo motivo se encuentra en otros elementos de la tumba como el respaldo de la silla de cedro (JE 62029, hallazgo número 87). Por tanto, el cáliz simboliza la vida infinita y eterna del rey Tutankamón.
El loto es importante en la mitología egipcia por su vinculación al nacimiento del dios sol, que surgió de un loto, después de que este hubiera emergido sobre las aguas del Nun, el gran océano primordial. Por tanto, el nombre del rey en el centro de la flor blanca abierta simbolizaba su renacimiento. Esta iconografía se ve más literalmente en la Cabeza de Nefertum, que representa a Tutankamón emergiendo del loto primigenio como el dios sol recién nacido.

## Inscripciones

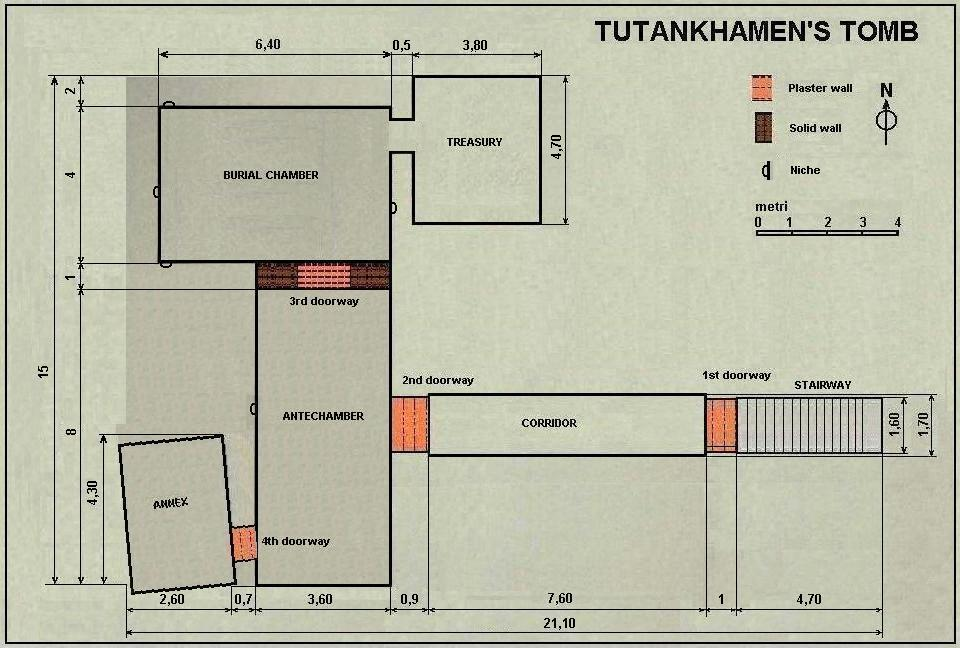
Plano de planta de KV62.

Las inscripciones están grabadas y rellenas de pigmento azul. Howard Carter copió las inscripciones y pidió a Alan Gardiner que le proporcionara una traducción, ya que la necesitaba para su publicación. El loto principal, que forma la copa real, tiene en el centro delante el prenomen o nombre del trono del rey 'Nebjeperura' y su nomen o nombre personal 'Tutankamón' inscrito con el epíteto 'amado de Amón-Ra, señor de los Tronos de las Dos Tierras y señor del cielo, dado vida para siempre'.  La escritura se lee de derecha a izquierda.
La inscripción en el borde del cáliz debe leerse en dos direcciones. De izquierda a derecha, comenzando con el ankh central, se encuentra el título quíntuple completo de Tutankamón:
Que [él] viva, el Horus Toro Fuerte, hermoso de nacimiento, las Dos Damas Bellas de Leyes, que pacifica las Dos Tierras, el Horus de Oro Exaltado de Coronas, que aplaca a los dioses, Rey del Alto y Bajo Egipto y el Señor de las Dos Tierras Nebjeperura, dada la vida. 
De derecha a izquierda, comenzando nuevamente con el símbolo ankh, se encuentra lo siguiente:
Que viva tu ka, que pases millones de años, tú que amas Tebas, sentado de cara al viento del norte, con los ojos contemplando la felicidad. 
Debido a esta última inscripción, Howard Carter llamó al Cáliz de loto la "Copa de los deseos del rey". La inscripción del deseo del Cáliz de loto se cita en la segunda lápida de Carter.

## Exhibición
Además de exhibirse en el Museo Egipcio de El Cairo, el Cáliz de loto fue uno de los hallazgos originales seleccionados para la primera exposición temporal del ajuar funerario de Tutankamón. Estuvo en exhibición también con la exposición número 39 en la exposición itinerante mundial Tesoros de Tutankamón.